# هویت (فیلم ۱۳۶۵)
هویت فیلمی به کارگردانی و نویسندگی ابراهیم حاتمی‌کیا محصول سال ۱۳۶۵ است.

## خلاصه فیلم
ناصر پویان فر به همراه گروهی از دوستانش با موتور سیکلت به شمال کشور می‌روند، بر اثر سهل انگاری با پسر بچه‌ای برخورد می‌کند. درد و عذاب وجدان سبب می‌شود که او از جمع دوستانش جدا شود و به تهران باز گردد. در راه با یک تریلی تصادف می‌کند و به شدت آسیب می‌بیند. آمبولانسی که او را به بیمارستان منتقل می‌کند به دلیل نقص فنی در راه می‌ماند و ناصر با آمبولانس مجروحان جنگی به بیمارستان منتقل می‌شود. او که هویت خود را به خاطر نمی‌آورد واکنش‌های مختلفی از خود نشان می‌دهد. پرستاران، دکتر و بیماران با او رفتاری عادی دارند و به او کمک می‌کنند تا هویت خود را بازیابد.